# François Nicolas Fririon
Pour les articles homonymes, voir Fririon.
 (juillet 2019).
Si vous disposez d'ouvrages ou d'articles de référence ou si vous connaissez des sites web de qualité traitant du thème abordé ici, merci de compléter l'article en donnant les références utiles à sa vérifiabilité et en les liant à la section « Notes et références ».
François Nicolas Fririon, né le 7 février 1766 à Vandières (Lorraine) et mort le 25 septembre 1840 à Paris, est un général français de la révolution et de l’Empire.

## Biographie
François Nicolas Fririon naît le 7 février 1766 à Vandières, village lorrain situé dans l'actuel département de Meurthe-et-Moselle, et est baptisé le lendemain. Il est le fils de Jean François Fririon, huissier au bailliage de Pont-à-Mousson, et de Marie Anne Fricasse. Son oncle est le général Joseph Mathias Fririon, et son frère cadet, Joseph François, deviendra également général d'Empire. 

### Carrière militaire
François Fririon entra au service en 1782 comme volontaire au Régiment d'Artois (48ème régiment). Il fut successivement nommé sous-officier le 1er juin 1784, quartier-maître et trésorier le 1er janvier 1791, lieutenant le 31 mai 1792, chef de bataillon en 1794, adjudant-général en 1796. Il fut en cette qualité envoyé à l'armée d'Helvétie, en Italie, sous Schérer. Rappelé sur le Rhin en 1799, Moreau le nomma général de brigade sur le champ de bataille de Hohenlinden le 3 décembre 1800.
Il était à la paix commandant du département du Bas-Rhin (1802), et servit plus tard à l'armée d'Italie sous Masséna, puis en Danemark. Il commandait une brigade de la Grande Armée à Essling. Le maréchal Lannes, présent à ses manœuvres pendant cette journée, lui dit : « Général, vous vous couvrez de gloire, vous et votre brigade ; je rendrai compte de votre conduite à l'Empereur. » Fririon se distingua encore au passage du Danube, à Wagram et au pont de Znaïm.
L'Empereur lui accorda le brevet de général de division le 20 juillet 1809 et le titre de baron de l'Empire par lettres patentes datées du 31 janvier 1810 avec un supplément de dotation.

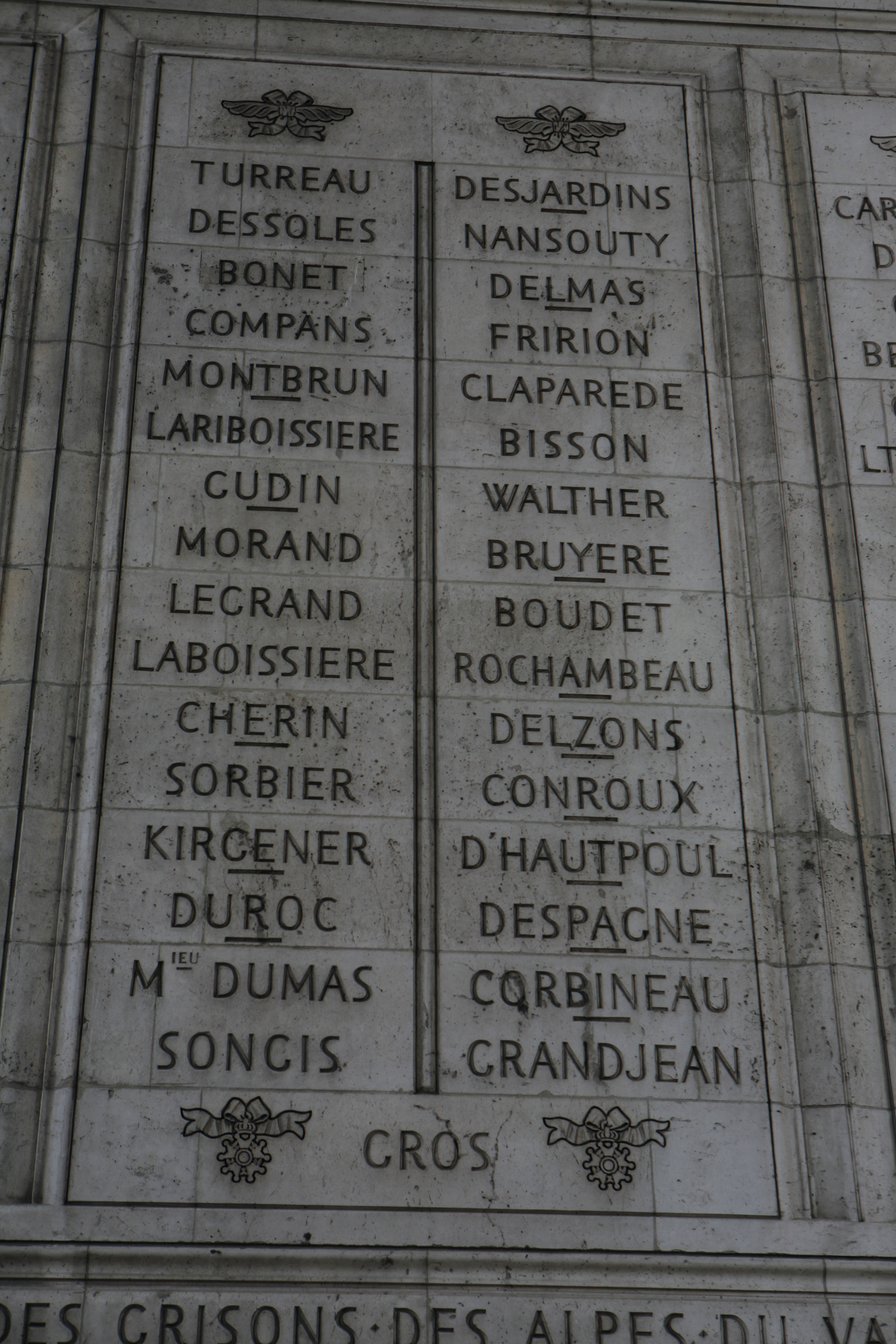
Noms gravés sous l'arc de triomphe de l'Étoile : pilier Est, 15e et 16e colonnes

En 1810, il était chef de l'état-major général au Portugal.
Rentré en France, il devint inspecteur de la 16e division militaire. Sous la Restauration, il remplit les fonctions d'inspecteur général d'infanterie.
Il est fait grand officier de la Légion d'honneur le 1er mai 1821. Il est nommé commandant de l'hôtel  des Invalides en 1832, avec le maréchal Jourdan comme Gouverneur. 
Il meurt le 25 septembre 1840 à Paris, à l'hôtel des Invalides. 
Son nom est inscrit l'arc de triomphe de l'Étoile, côté Est.

## Distinctions
- Grand-officier de la Légion d'honneur
- Chevalier de Saint-Louis
- Grand-croix de l'ordre de Dannebrog
- Grand-cordon de l'Epée